# MFF
MFF (англ. Mitochondrial fission factor) – білок, який кодується однойменним геном, розташованим у людей на короткому плечі 2-ї хромосоми.  Довжина поліпептидного ланцюга білка становить 342 амінокислот, а молекулярна маса — 38 465.
| 10         |  | 20         |  | 30         |  | 40         |  | 50         |
| ---------- |  | ---------- |  | ---------- |  | ---------- |  | ---------- |
| MSKGTSSDTS |  | LGRVSRAAFP |  | SPTAAEMAEI |  | SRIQYEMEYT |  | EGISQRMRVP |
| EKLKVAPPNA |  | DLEQGFQEGV |  | PNASVIMQVP |  | ERIVVAGNNE |  | DVSFSRPADL |
| DLIQSTPFKP |  | LALKTPPRVL |  | TLSERPLDFL |  | DLERPPTTPQ |  | NEEIRAVGRL |
| KRERSMSENA |  | VRQNGQLVRN |  | DSLWHRSDSA |  | PRNKISRFQA |  | PISAPEYTVT |
| PSPQQARVCP |  | PHMLPEDGAN |  | LSSARGILSL |  | IQSSTRRAYQ |  | QILDVLDENR |
| RPVLRGGSAA |  | ATSNPHHDNV |  | RYGISNIDTT |  | IEGTSDDLTV |  | VDAASLRRQI |
| IKLNRRLQLL |  | EEENKERAKR |  | EMVMYSITVA |  | FWLLNSWLWF |  | RR         |

A: Аланін

C: Цистеїн

D: Аспарагінова кислота

E: Глутамінова кислота

F: Фенілаланін

G: Гліцин

H: Гістидин

I: Ізолейцин

K: Лізин

L: Лейцин

M: Метіонін

N: Аспарагін

P: Пролін

Q: Глутамін

R: Аргінін

S: Серин

T: Треонін

V: Валін

W: Триптофан

Кодований геном білок за функцією належить до фосфопротеїнів. 
Задіяний у таких біологічних процесах як поліморфізм, альтернативний сплайсинг. 
Локалізований у мембрані, мітохондрії, клітинних контактах, цитоплазматичних везикулах, зовнішній мембрані мітохондрій, пероксисомах, синапсах.